# Гальганьяно
Гальганьяно, Ґальґаньяно (італ. Galgagnano) — муніципалітет в Італії, у регіоні Ломбардія, провінція Лоді.
Гальганьяно розташоване на відстані близько 440 км на північний захід від Рима, 45 км на південний схід від Мілана, 18 км на південь від Лоді.
Населення — 1253 особи (2014).

## Демографія
Населення за роками:

Станом на 1 січня 2023 року в муніципалітеті офіційно проживало 106 іноземців з 20 країн, серед них 36 громадян країн Євросоюзу та 7 громадян України.

## Сусідні муніципалітети
- Боффалора-д'Адда
- Червіньяно-д'Адда
- Монтаназо-Ломбардо
- Мулаццано
- Цело-Буон-Персіко